# Azulejería urbana en Madrid

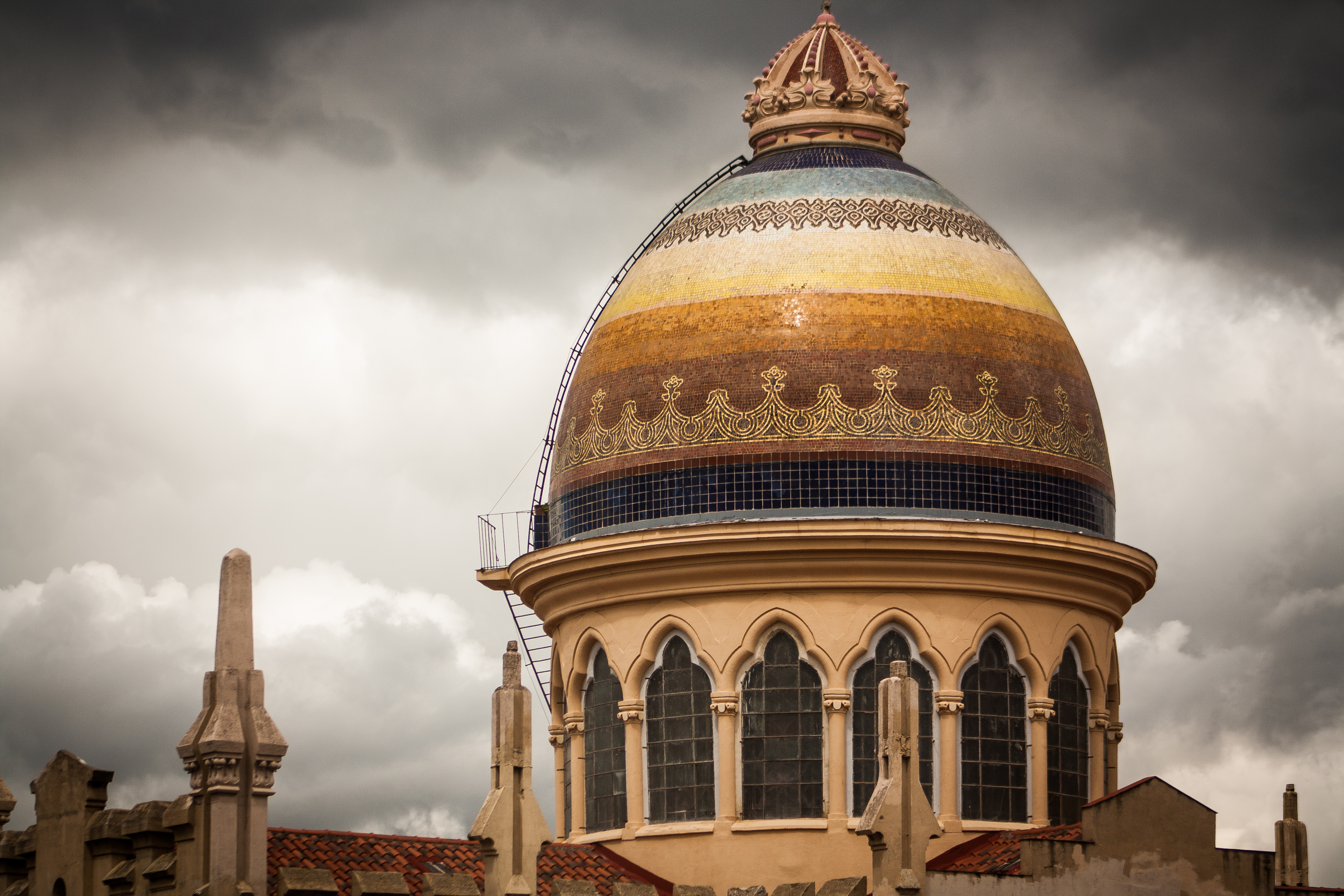
El sello de la azulejería hispano-musulmana en la cúpula de la Iglesia de Santa Teresa y San José, obra del ceramista Daniel Zuloaga y el arquitecto Jesús Carrasco-Muñoz, entre 1915 y 1921.

La azulejería urbana en Madrid está representada por el conjunto de manifestaciones decorativas y arquitectónicas que en un amplio abanico manifiestan el uso del azulejo y la cerámica en la capital de España. Con un temprano origen en los alfares de los alarifes moriscos del siglo xv y xvi, incentivada por algunos arquitectos al servicio de los Austrias instalados en Madrid, y tras un tímido preámbulo ilustrado en el ámbito urbano en el siglo xviii, la azulejería madrileña tuvo su máximo apogeo en el último cuarto del siglo xix y primer tercio del siglo xx, impulsada por la ideología pedagógica de la Institución Libre de Enseñanza y materializada por algunos nombres propios de ceramistas como Daniel Zuloaga, la saga talaverana de los Ruíz de Luna, y maestros menos conocidos como Enrique Guijo, Alfonso Romero Mesa y Francisco Arroyo; junto con arquitectos como Velázquez Bosco, José Espelius o Teodoro Anasagasti.
Tuvo su cúspide como proceso artístico entre 1919 y 1921 con la celebración en Madrid de la Exposición de Cerámistas Españoles en el Salón del Círculo de Bellas Artes y la participación de algunos de estos especialistas en la Exposición de Artistas Madrileños (1921).

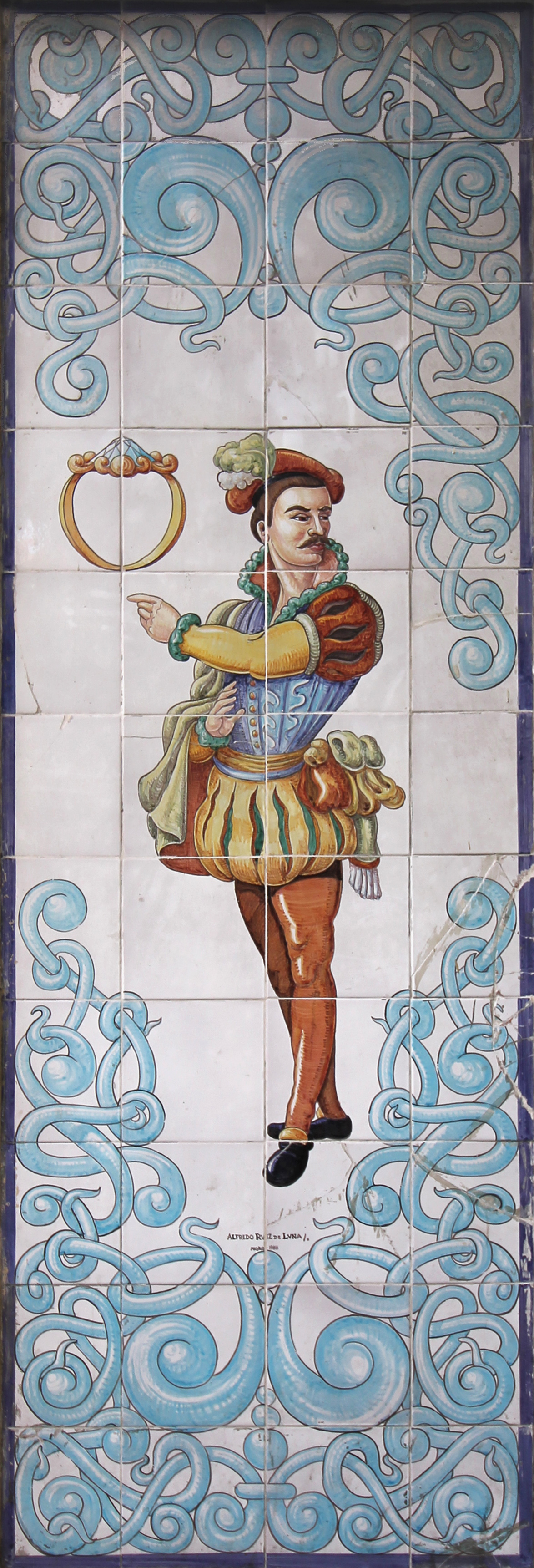
Sota de diamantes en la fachada de "El Sotanillo" de la calle Ponzano. Firmado por Alfredo Ruiz de Luna.

## En la arquitectura

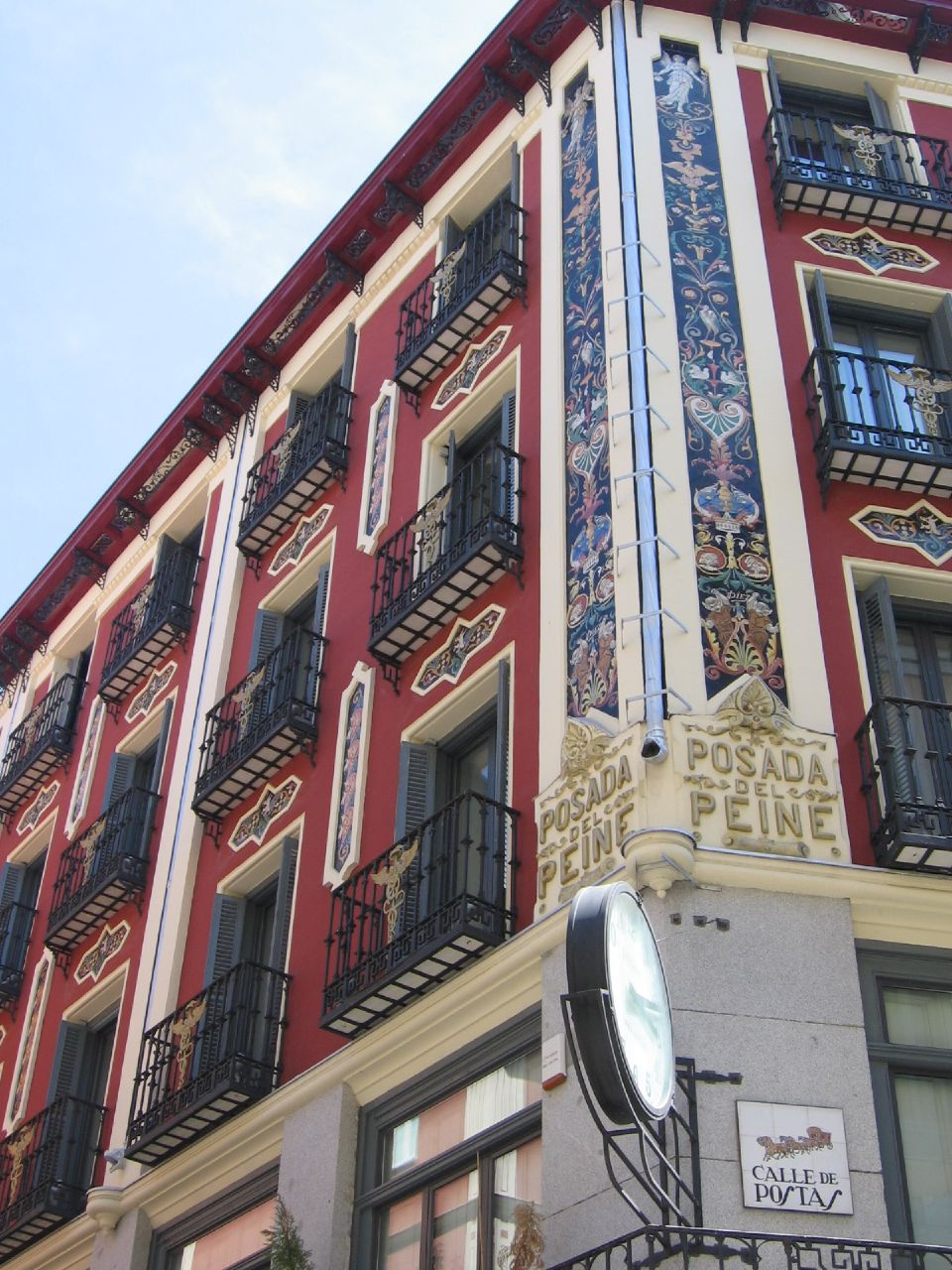
Azulejería policroma en la Posada del Peine, en el nº 17 de la calle de Postas. El edificio fue proyectado por Antonio de Cachavera y Lángara y construido de 1857 a 1858. La actual fachada es de 1891 a 1892.

Los investigadores coinciden en que el primer ejemplo notable de cerámica aplicada a la arquitectura en la ciudad de Madrid fue el Palacio Nacional de las artes y las Industrias, al que siguió en 1886 la casa palacio de Guillermo de Osma, ampliada treinta años después para albergar el Museo e Instituto Valencia de Don Juan, y otros edificios 'menores' como la casa del número 21 de la calle Juan de Mena (obra de José Marañón entre 1888-1889), el edificio de la calle Galileo, 4 (de Ángel Teresa Marquina en 1890); la casa de la calle Cenicero esquina a Almadén (1891); y el edificio en la calle de Cervantes, 6 (construido entre 1907-8 por Luis Sanz de los Terreros. Cerrando la relación puede citarse también la sede de la Real Academia Española, diseñada por Miguel Aguado de la Sierra y concluida en 1894.
Otro edificio madrileño con sello propio y original obra de cerámica, ya a comienzos del siglo xix fue la Sociedad General de Autores (en su origen palacete de Fernández Longoria, obra de José Grases Riera en 1902-3) que introdujo en su atrevido diseño la técnica del mosaico de azulejo, que en la arquitectura modernista catalana tomó el nombre de "trencadís" y cuya 'invención' se ha atribuido a Gaudí.

### Los Zuloaga y la Real Fábrica de La Moncloa
Diversos estudios coinciden en que la nueva estética decorativa de la arquitectura madrileña del último cuarto del siglo xix parte de los conocimientos técnicos y artísticos del tándem formado por el arquitecto Velázquez Bosco y el ceramista Daniel Zuloaga Boneta, y culmina con el conjunto de su obra, en gran parte todavía visible en la ciudad de Madrid. El renacimiento de los recursos alfareros y su aplicación cerámica tuvo dos focos de referencia artesanal en la Real Fábrica de La Moncloa y la Escuela de Cerámica Francisco Alcántara. La primera, fue creada en 1817 como sustituto de la antigua Real Fábrica del Buen Retiro, fundada en 1760 por Carlos III de España, destruida por las tropas británicas comandadas por Wellington en el transcurso de la Guerra de la Independencia Española. Tras periodos alternativos de esplendor y decadencia, en 1874 y por iniciativa del secretario de Alfonso XII de España, el conde Morphy, los talleres de La Moncloa fueron encomendados a los hermanos Daniel y Guillermo Zuolaga, que habían realizado unos años de estudio en Sèvres. La experiencia en La Moncloa, sometida a diversos factores (políticos, económicos, sociales y familiares) apenas duró poco más de una década.

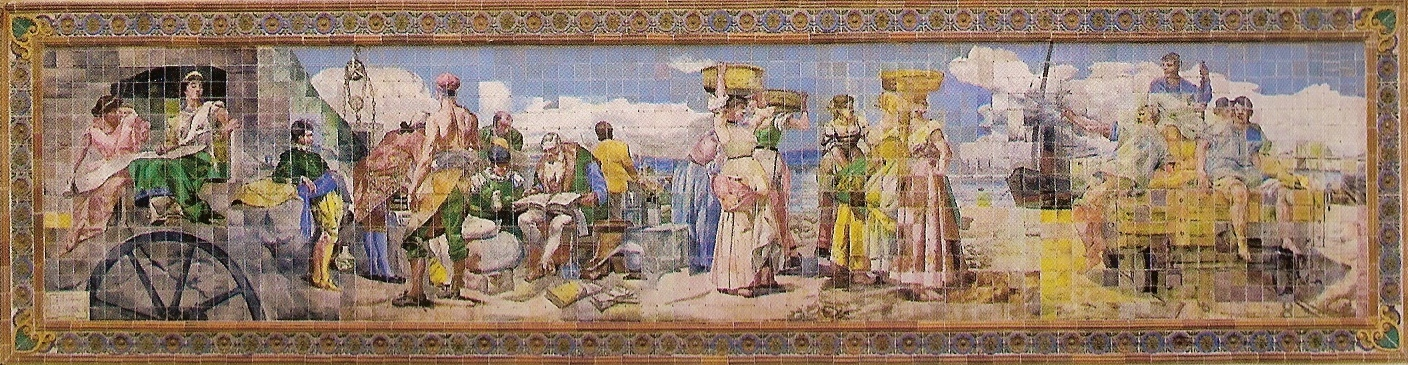
Mural oeste de la Escuela de Ingenieros de Minas, realizado por Daniel Zuloaga entre 1888 y 1892.

En 1885 Daniel, ya sin Guillermo (que se había establecido en Bilbao) y con Germán enfermo, montó taller propio en el ensanche de Vallehermoso, donde es posible que realizase la decoración del Palacio de Cristal del Retiro, por encargo de Velázquez Bosco, con quien había trabajado ya en el Palacio de Velázquez, también en el Parque del Retiro madrileño.

### Juan Ruiz de Luna y Enrique Guijo
Frente al modelo innovador de los Zuloaga, la estética tradicional de Juan Ruiz de Luna y su alumno-socio Enrique Guijo quedaría definida por Miguel de Unamuno cuando, tras conocer al primero de ellos por mediación de Francisco Alcántara, dejó escrito en el Álbum de Nuestra Señora del Prado, la fábrica de los Luna en Talavera: 

«Respetar lo pasado renovando la tradición, es una de las maneras más hondas de fraguar porvenir y hacer progreso».
Unamuno (1909) 

Ruiz de Luna, siguiendo una ideología más cercana al empresario que al artesano, se mantuvo fiel a los modelos tradicionales, alejándose de forma progresiva de las propuestas vanguardistas de la mayoría de los maestros de la época, hasta el punto de enfrentarse con sus colegas del ramo y dejar por escrito sentencias como está escrita en 1932: "Esta industria artística está hoy atravesando una crisis de muerte". Este espíritu quedó bien acuñado en el importante volumen de obras concebidas por Juan Ruiz de Luna en Madrid, la mayoría de ellas realizadas por sus lugartenientes, con Enrique Guijo a la cabeza. Así puede percibirse en la obra cerámica de edificios tan madrileños como la Casa de Cisneros, el edificio de Seguros la Estrella en la Gran Vía, el Teatro Reina Victoria en la Carrera de San Jerónimo, la casa-museo del pintor Joaquín Sorolla o el curioso conjunto de decoración comercial urbana de la Vaquería del Carmen (1928-9), en lo que fueron los desmontes de La Moncloa, y que acabaría convertida en un restaurante de la calle Islas Filipinas.

#### Enrique Guijo
Cordobés nacido en 1851, y mano derecha de Juan Ruiz de Luna desde 1908, con la creación de la mencionada fábrica talaverana, y director en Madrid de su sucursal en el taller y tienda de la calle Mayor, Enrique Guijo, tras la disolución de la sociedad en 1917, continuó durante unos años en el local de Mayor y en 1920 montó fábrica propia en Carabanchel, en la que trabajaron su hija Enriqueta (que luego sería profesora de la Escuela de Cerámica), su sobrino Joaquín Bustillo («dibujante y acuarelista de talento» según Aniceto García Villar), y un socio de lujo, Alfonso Romero Mesa.
Además de su obra con Ruiz de Luna, el trabajo de Guijo está presente en los zócalos del Matadero y Mercado Municipal de Ganados; en los rótulos de la Librería de Bibliófilos Españoles en la Travesía del Arenal, elaborados a la cuerda seca en un estilo renacentista y una estética culta; en la Casa de Cisneros -junto con Ruiz de Luna-; y en algunos ejemplos mayores del uso publicitario del azulejo en el comercio madrileño, como los paneles costumbristas de la casa de comidas La Mina de Oro, en el número 58 de la avenida de la Ciudad de Barcelona, o los Laboratorios Juanse en la calle de San Andrés. Otro excelente trabajo -ya irrecuperable- fueron los frontones dorados de la antigua estación de metro de la Red de San Luis.

### La escuela de cerámica institucionista
En el inicio del siglo xx, el humanista y pedagogo del entorno de la Institución Libre de Enseñanza, Francisco Alcántara puso en marcha el centro de enseñanza que concebido como Escuela Nacional de Cerámica acabaría con el tiempo llevando su nombre. Para ello contaría desde un principio con un veterano Daniel Zuloaga y una joven promesa, el cordobés Enrique Guijo, dos artistas que se conocieron en 1910 por mediación de Alcántara. En 1934, los talleres que inicialmente estuvieron en unos locales pertenecientes al antiguo Asilo de San Bernardino (en la calle de Fernando el Católico), fueron trasladados a los terrenos llamados de "La Tinaja", junto a la ermita de San Antonio de la Florida, y en los que estuvo también la Escuela-Fábrica de los hermanos Zuloaga.
Con el tiempo, el propio edificio, diseñado por Luis Bellido González y emplazado en el jardín diseñado por Javier de Winthuysen, dentro del parque del Oeste de Madrid, es un ejemplo más de la presencia de la decoración cerámica en el urbanismo monumental.

## En la decoración comercial urbana

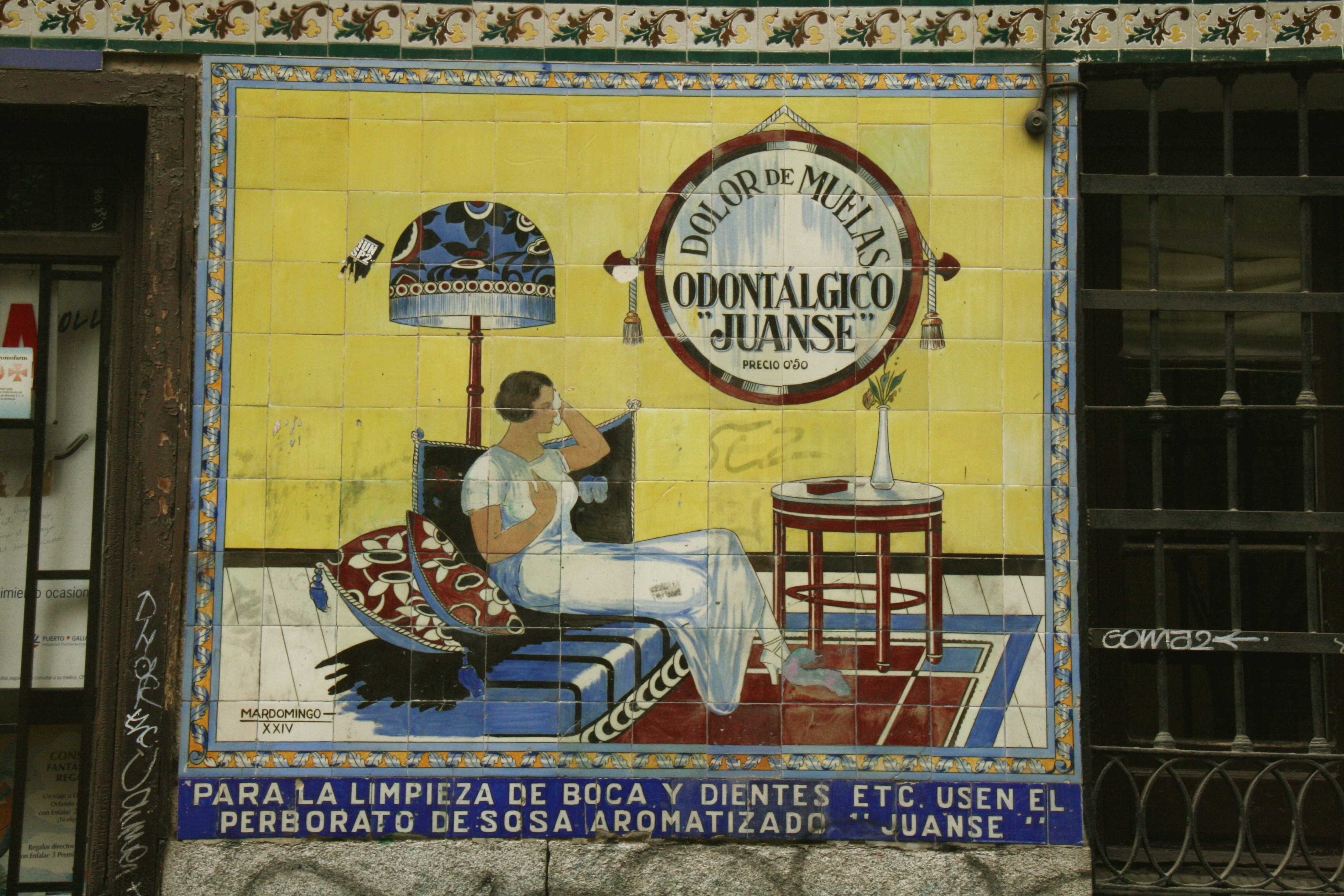
Detalle de la azulejería de los laboratorios Juanse, centro de farmacia fundado en 1892, en la esquina de la calle San Andrés con San Vicente Ferrer, con "orlas de cuerda seca" de Enrique Guijo, y escenas con estilo decorativo de los años veinte firmadas por un tal Mardomingo.

La historiadora y especialista en alfarería y cerámica Natacha Seseña glosó en su día el valor de la narrativa de Galdós como analista y cronista de la expansión del pequeño comercio en Madrid a partir de 1880, y que en el capítulo del uso decorativo de la azulejería se extendería hasta 1930.

"...su cartel de letras rojas, adornado con dos viñetas de Maella, que representaban, la una, un individuo en el momento de ser afeitado, y la otra, una dama a quien sangraban un pie".
Benito Pérez Galdós

El párrafo del escritor canario afincado en Madrid, describe uno de los primitivos reclamos publicitarios pintados en tablones de madera y colgados de la fachada que fueron precedente de los marcos de azulejos (material "más higiénico y lustroso"). El mensaje publicitario continuaba las mismas pautas determinadas por la circunstancia de que la mayoría de los viandantes era analfabeta, haciendo uso de "símbolos parlantes" o conceptos visuales. El diseñador Alberto Corazón, hizo un análisis de la normativa convencional en el uso del color en la azulejería de los comercios madrileños que puede resultar interesante recoger: Lecherías y hueverías usaban el blanco y el azul (colores simbólicos de asepsia e higiene). El uso de azul en las peluquerías respondía al mismo concepto. Las vaquerías grandes y las fruterías se entregaban a una fantasía de verdes, amarillos y ocres, colores de la naturaleza, cultivos y pastos; en tanto que las tabernas, casas de comidas o carnicerías preferían los colores calientes, como rojos y marrones.
Todavía en el inicio del siglo xxi, algunos ceramistas trabajan en la recuperación de la decoración urbana de comercios, como es el caso de Adolfo Montes Alvaredo y Alberto de la Peña Garoz.

### Maestros talaveranos en Madrid

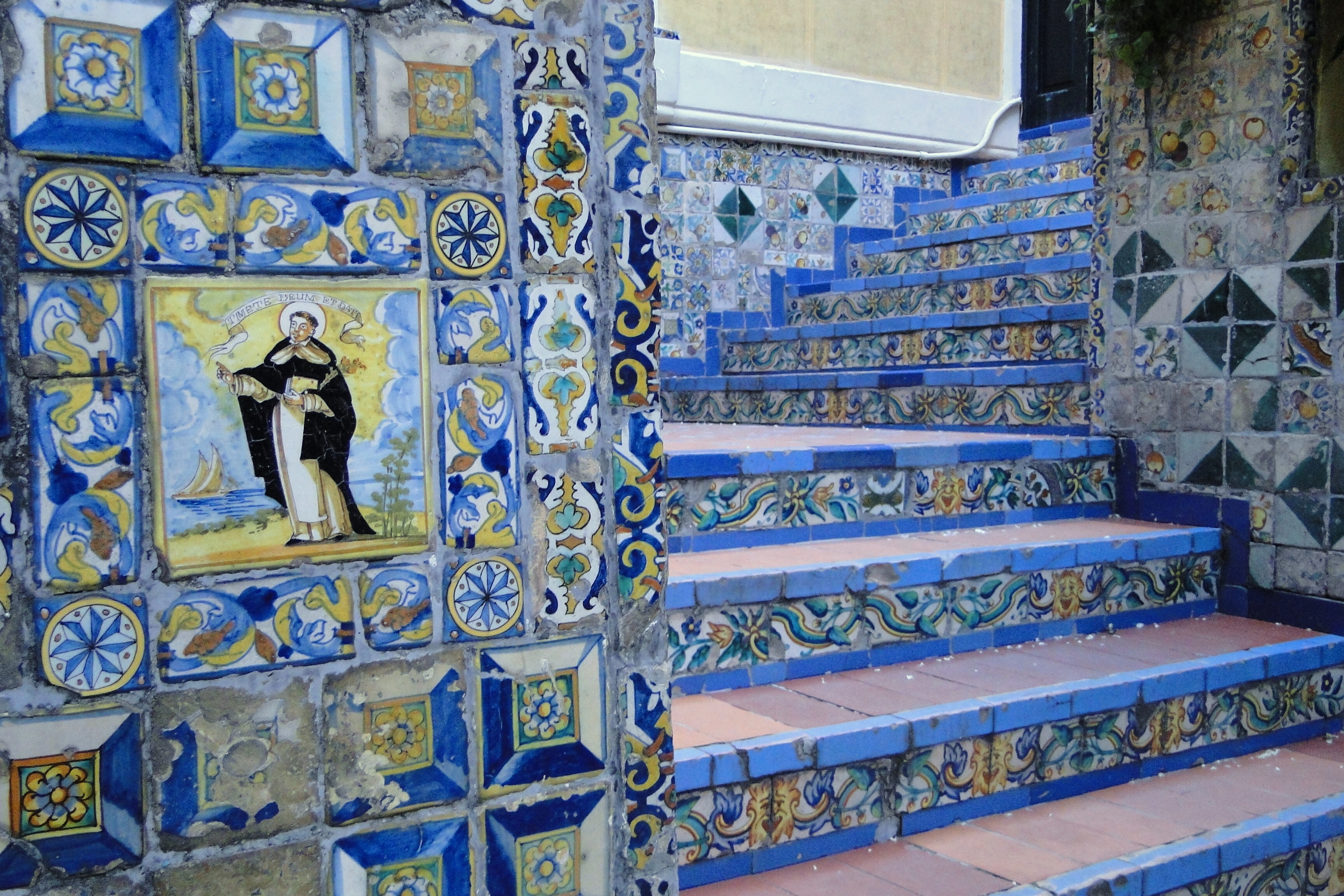
Azulejería antigua española en el jardín de la casa-Museo Sorolla, en Madrid.

Populares en la capital y corte española desde Felipe II que los contrató en la construcción del Monasterio de San Lorenzo de El Escorial, los maestros de los alfares de Talavera de la Reina, más cercanos a Madrid que las fábricas y talleres levantinos o hispalenses, firman un alto tanto por ciento de las obras de decoración urbana de comercios, zócalos de fachadas e interiores de inmuebles, con algunos portales singulares, aunque la mayoría de ellos se han perdido. Ya se han mencionado los trabajos de maestros talaveranos como Juan Ruiz de Luna y Enrique Guijo que, sin llegar al monumentalismo de Zuloaga y sin su personalidad artística, fueron artífices de un estilo tradicional que también sedujo a la intelectualidad de su época (como demuestran los encargos para Mariano Benlliure o Joaquín Sorolla, para decorar las nuevas viviendas-taller que se hicieron construir en Madrid estos pintores y que alternaron y compartieron espacios con la azulejería tradicional trianera).
También oriundo de Talavera de la Reina y muy activo en la capital de España fue Fidel Blanco, que, como Alfonso Romero, trabajó con Guijo en Carabanchel. Su obra más representativa es el panel de la casa de comidas Oliveros, «con orla estilo renacimiento a lo Ruiz de Luna», fechada en 1930. Muy similares y también suyos son los tres paneles de La zamorana, en el barrio de Argüelles. Otros iluminadores toledanos fueron los pintores Enrique Ginestal y Francisco Machuca, que llegaron a montar talleres independientes en Talavera de la Reina, de los que salieron algunos encargos para comercios de Madrid -en especial portadas de peluquerías- que aún se conservaban al inicio del siglo xxi.
Otra importante familia de artesanos de la capital toledana de la cerámica fueron los Arroyo, representados por Francisco Arroyo -cuñado de Juan Ruiz de Luna y discípulo innovador de Enrique Guijo- y su hijo Juan Manuel Arroyo Ruiz de Luna; muchos de cuyos trabajos en Madrid no ha quedado más que la memoria.

### Sucursales de talleres levantinos y sevillanos en Madrid

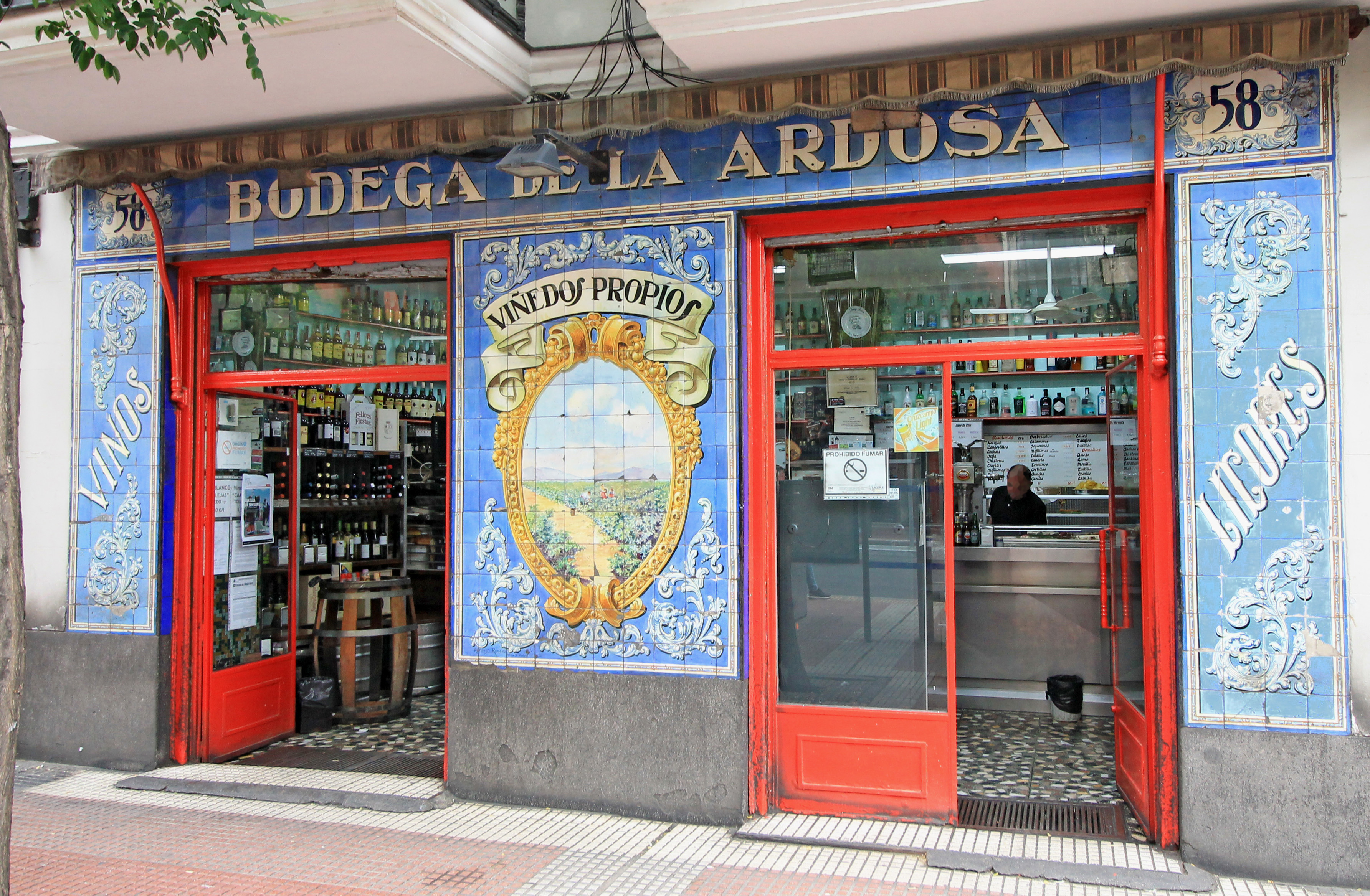
Establecimiento de la cadena de Bodegas La Ardosa, en la calle de Santa Engracia, con su castiza fachada de azulejería obra de Alfonso Romero Mesa.

La creciente demanda de azulejería y obra cerámica en el Madrid del primer tercio del siglo xx, atrajo a la capital a un modesto número de maestros alfareros que instalaron sus obradores al sur de la villa, en las barriadas obreras de los Carabancheles y Vallecas.
Quizá el pintor de azulejos más respetado entre los especialistas en azulejería procedentes del foco sevillano de Triana, fue Romero Mesa nacido en 1882 en Montellano, que trabajó con Guijo en la fábrica de Mensaque Hermanos, en la capital hispalense, antes de trasladarse en Madrid en 1906, para entrar como escenógrafo en el estudio de Luis Muriel. Desde 1915 Alfonso Romero colaboró con Guijo en su taller de la calle Mayor, 80, aunque el grueso de su producción se cocía en el horno que los Mensaque habían instalado en el Puente de Vallecas, hasta que montó horno propio en la vallecana calle de Rodríguez Espinosa. Además de su apreciada obra en la decoración comercial urbano, hay que destacar el trabajo de Romero con el arquitecto José Espelius en la azulejería de la plaza de toros de Las Ventas, entre 1922 y 1929.
Otros azulejeros sevillanos en Madrid fueron por ejemplo, González y Hermanos con tienda en Gran Vía, 14 (lo que da una idea de la importancia comercial del ramo en esa época), y obras como el Edificio de ABC, en la Castellana (1926-28), o la -más modesta- portada de Casa Lara, en la calle del Salitre. También de Sevilla, llegaron los hermanos Pérez, en cuyo alfar vallecano se reunieron para decorar o cocer Fidel Blanco, los Arroyo o Eduardo Casabella, entre otros.
El foco ceramista valenciano también dejó algunos ejemplos de su estilo minucioso, con obras atribuidas unas, firmadas otras, de maestros como Juan Bautista Molins, Valcárcel o V. Moreno.
Natacha Seseña, en su análisis del ocaso y muerte del "renacimiento mudejarizado" que dio color y fantasía a las calles madrileñas del primer tramo del siglo xx, apunta la aparición de un 'impuesto sobre publicidad exterior' creado a partir de 1939. Muchos comerciantes, cercados por el "clima inquisitorial y el lento estrangulamiento" de la posguerra española taparon con pintura blanca sus vistosas -y muchas veces atrevidas y sugerentes- portadas de azulejos. Había renacido la estética roma de "la desnudez escurialense y los sueños imperiales" pero pudorosos. Madrid tuvo que esperar a la década de 1960 para que surgieran nuevos ejemplos del uso del azulejo en el comercio madrileño, como los paneles de Arroyo hijo en el restaurante La fromagerie normande en la calle Martín de los Heros, o , ya más posterior, la portada de "Chipén", en la calle del Cardenal Cisneros, con paisajes de la Cibeles, Cascorro o la Fuentecilla pintados en un tono ingenuo, casi naif, y firmado por G. Soto, una casi anónima ceramista de la villa.

### «Capilla Sixtina»
En la jerga y contexto de la azulejería en locales castizos, los estudiosos del tema coinciden en considerar al bar Los Gabrieles como «Capilla Sixtina» del azulejo madrileño. La discreta fachada de esta taberna, que fue tablao flamenco y lugar de juerga para díscolos gobernantes, custodia un pequeño museo en el que se conservan casi 300 metros cuadrados de azulejos -la mayoría de 15 por 15 centímetros-, piezas muchas de ellas restauradas, y firmadas por maestros ceramistas como Enrique Guijo o Alfonso Romero entre 1917 y 1930. Se alternan las composiciones propias en grandes paneles policromados y orlados con marcos de lacerías y cenefas de "cuerda seca", con muy diversos -y divertidos- anuncios de marcas de vino, coñac, sidra y otras bebidas 'espirituosas'.

## En parques y jardines

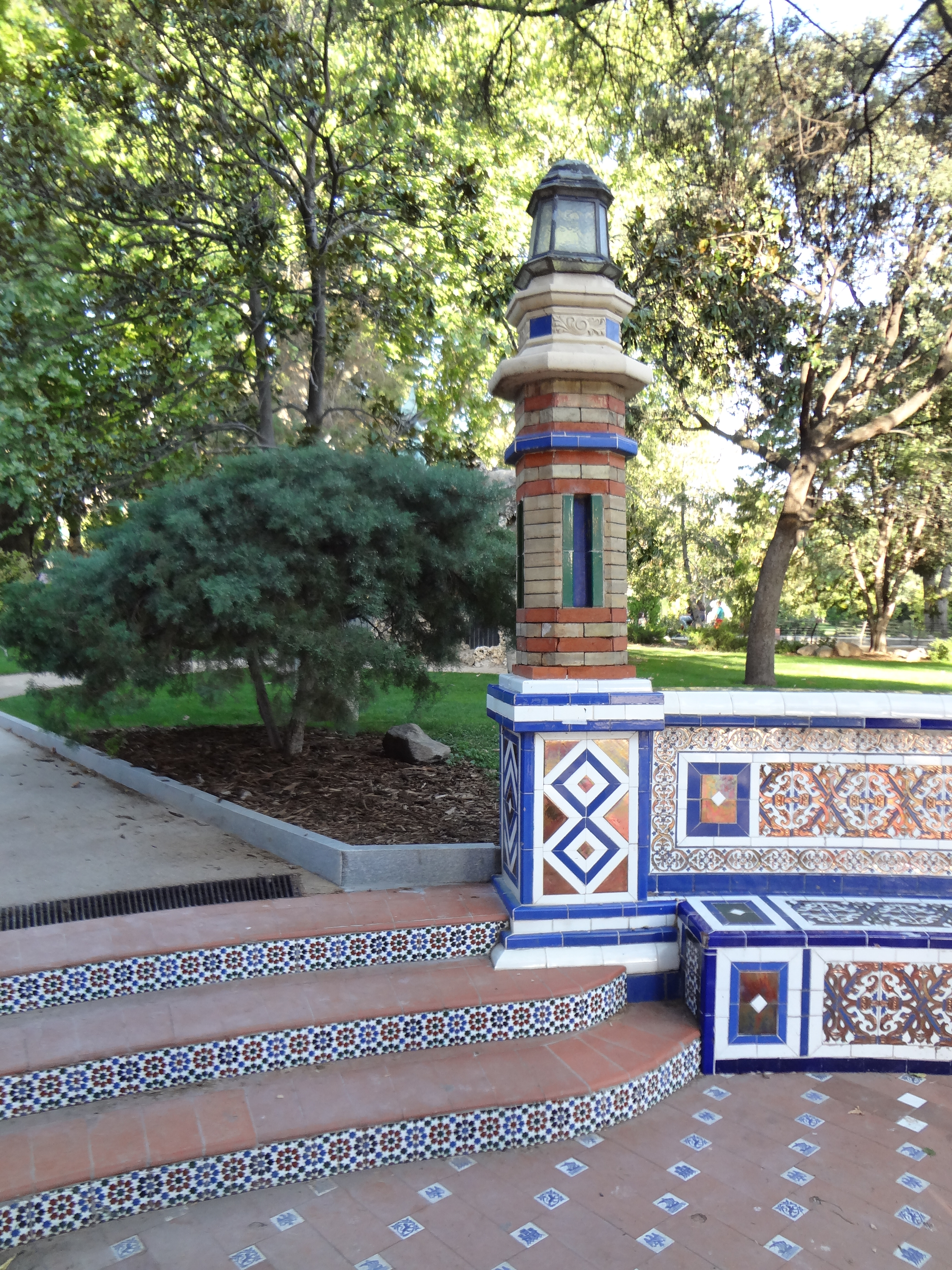
Juegos de azulejería talaverana en la antigua Casa de Fieras, convertida en Biblioteca Pública en 2013.

La azulejería aparece como recurso decorativo en parques y jardines madrileños del periodo clásico (siglos xviii y xix) y en las principales zonas verdes asociadas a la arquitectura en el primer tercio del siglo xx. Su colorido y brillo, afines al mundo vegetal y los juegos de agua de las fuentes, y su resistencia y funcionalidad, lo convirtieron en material idóneo de la albañilería en los espacios al aire libre, tanto municipales como particulares.
Tanto en el Jardín Botánico como en los Jardines del Retiro de Madrid se conserva variada obra de azulejería en bancos, zócalos, fuentes, y complementos arquitectónicos de los edificios que contienen, como los referidos palacios obra de Velázquez Bosco y Daniel Zuloaga. La cerámica de Talavera de la Reina pone su sello en enclaves como la antigua Casa de Fieras.

## El callejero de Ruíz de Luna

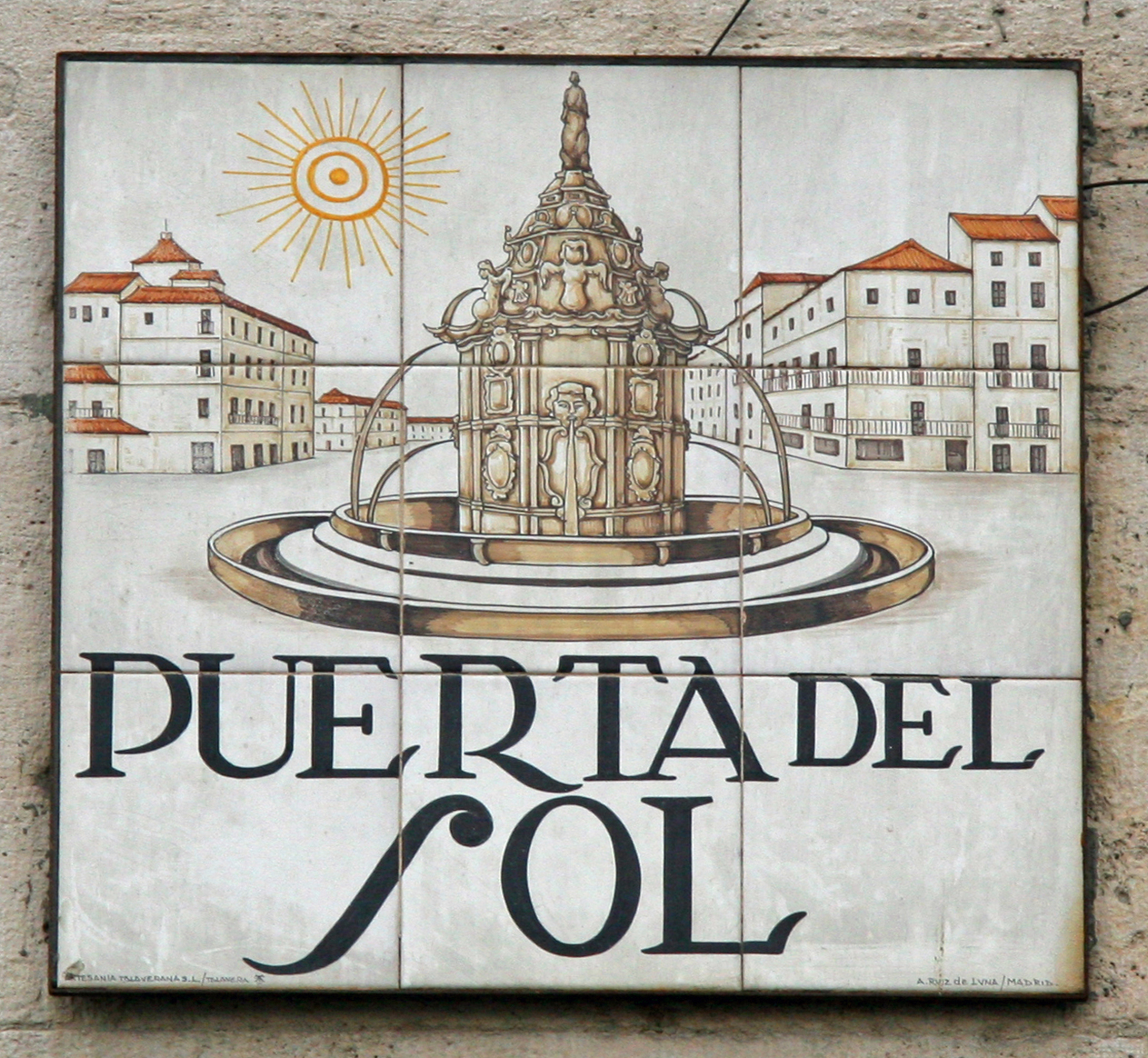
Placa de azulejos en la Puerta del Sol.

Otra de las monografías del azulejo urbano en Madrid, la constituye la colección de cerca de mil quinientas placas del callejero del Casco Histórico de la ciudad elaboradas a partir de 1990 por Alfredo Ruiz de Luna González, nieto de Juan Ruiz de Luna, cabeza de la saga y fundador en 1908 de una fábrica de cerámica artística en Talavera de la Reina. Se trata de un conjunto artístico para la identificación de calles, plazas, travesías, costanillas, etc., cada una compuesta con nueve azulejos de estilo antiguo. Asimismo, decoró con grandes murales de azulejo la Plaza de Toros de las Ventas, representando a empresarios, ganaderos y maestros del toreo.

## En el Metro de Madrid

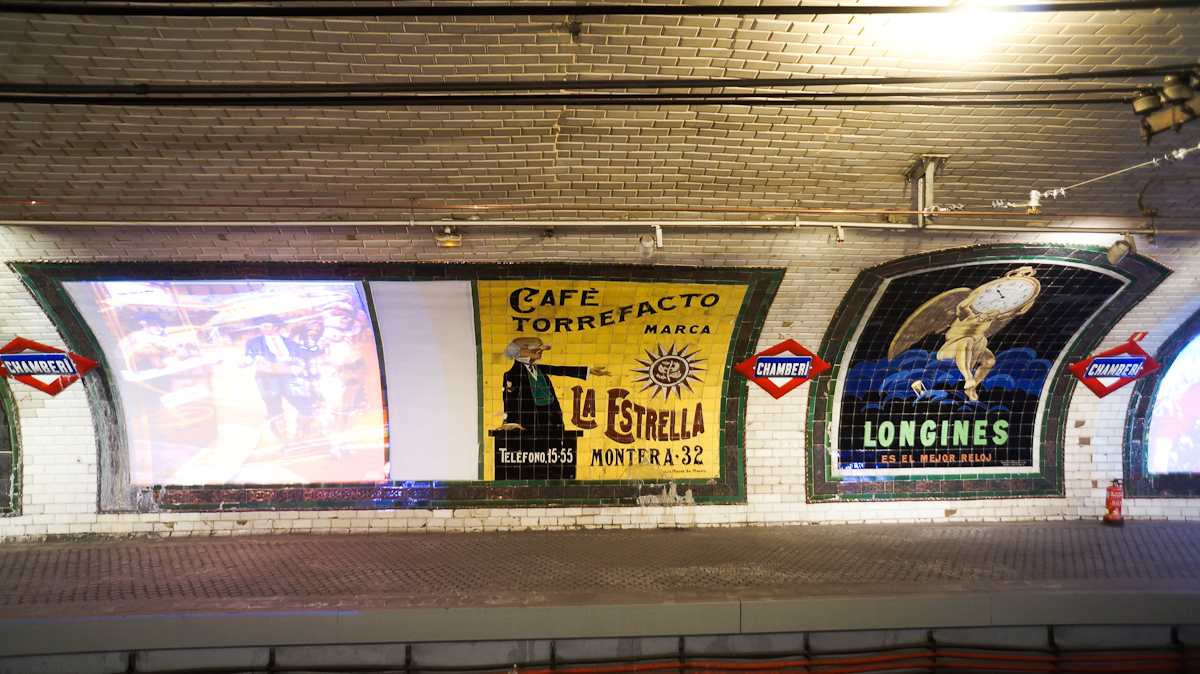
Murales publicitarios de azulejería policromada en la vieja estación de Chamberí.

La aplicación de azulejos en paramentos, bóvedas, cubiertas y alicatados en la zona de viajeros de la red metropolitana de Madrid, como otras obras de principio del siglo xx, y siguiendo modelos similares de otras capitales (Londres o París), creó una estética que casi en su totalidad ha desaparecido con las sucesivas remodelaciones de las estaciones. Se conserva, como una pieza de museo, la Estación de Chamberí, que además de la obra de albañilería incluye varios ejemplos del azulejo en paneles y murales publicitarios. El conjunto diseñado por el arquitecto Antonio Palacios, se elaboró con sencilla azulejería blanca, listada por una cenefa de color azul cobalto -como color identificador de la que luego sería Línea 1, y que luego, identificando nuevas líneas del antiguo trazado sería de otros colores-, formando una línea muy elemental (como falsos alfardones que facilitaban la fábrica). Además del revestimiento de vestíbulos, túneles de paso y andenes, era de azulejería toda la información de líneas, direcciones, etc. para la orientación del viajero. Mucho más barroca resultó la decoración del interior de la estación de la Red de San Luis en la Gran Vía (que la historiadora Natacha Seseña calificó de 'esplendor dorado').

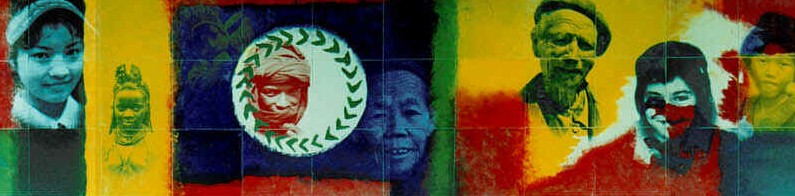
Fragmento del mural cerámico de 180 por 1,20 metros, que recorre los dos andenes de la estación "Campo de las Naciones" del Metro de Madrid.

Entre 1998 y 2007, la ampliación de la red metropolitana incluyó en sus presupuestos la convocatoria de premios de diseño para una serie de nuevas estaciones. Como resultado de tal iniciativa, la baldosa cerámica y el azulejo, asociados a modernas técnicas de serigrafía, decoran con murales cerámicos diversas estaciones del metro en la Comunidad de Madrid: Campo de las Naciones, (1.ᵉʳ premio 1998); Aeropuerto T1-T2-T3 y Barajas (1999); Juan de la Cierva (1.ᵉʳ premio 2002); Arganzuela-Planetario (1.ᵉʳ premio 2006); Hospital 12 de Octubre (1.ᵉʳ premio 2007).

## Ejemplos de la azulejería urbana desaparecida
Aunque, salvo en el caso de Zuloaga, queda escasa o ninguna bibliografía sobre los diseños de trabajos cerámicos, la abundante documentación fotográfica registrada y archivada sobre la capital de España desde mediados del siglo xix ha permitido a los investigadores de la presencia de la azulejería en Madrid recuperar numerosos ejemplos, entre los que podrían seleccionarse 

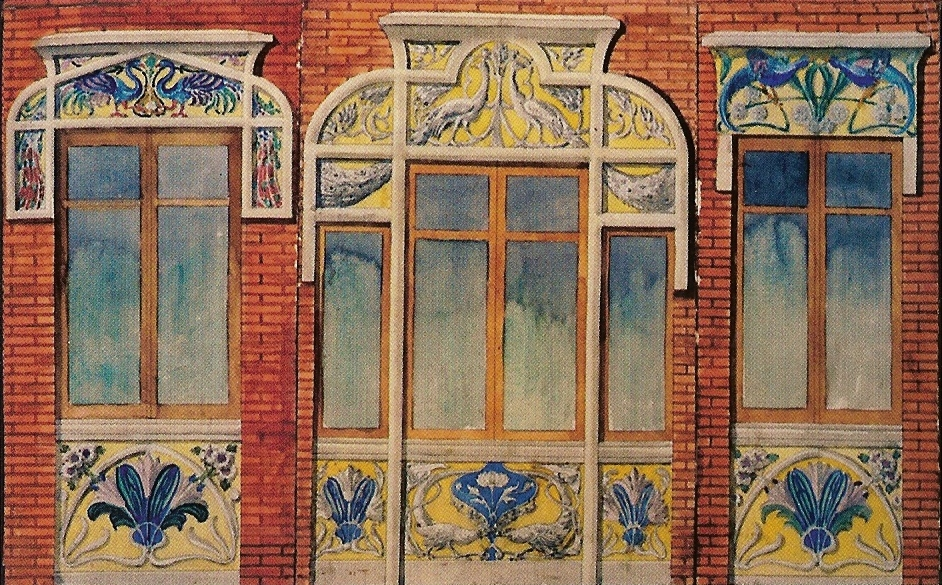
Boceto de Zuloaga en 1905, para la fachada de la casa de Luis Ocharán en el paseo del Cisne.
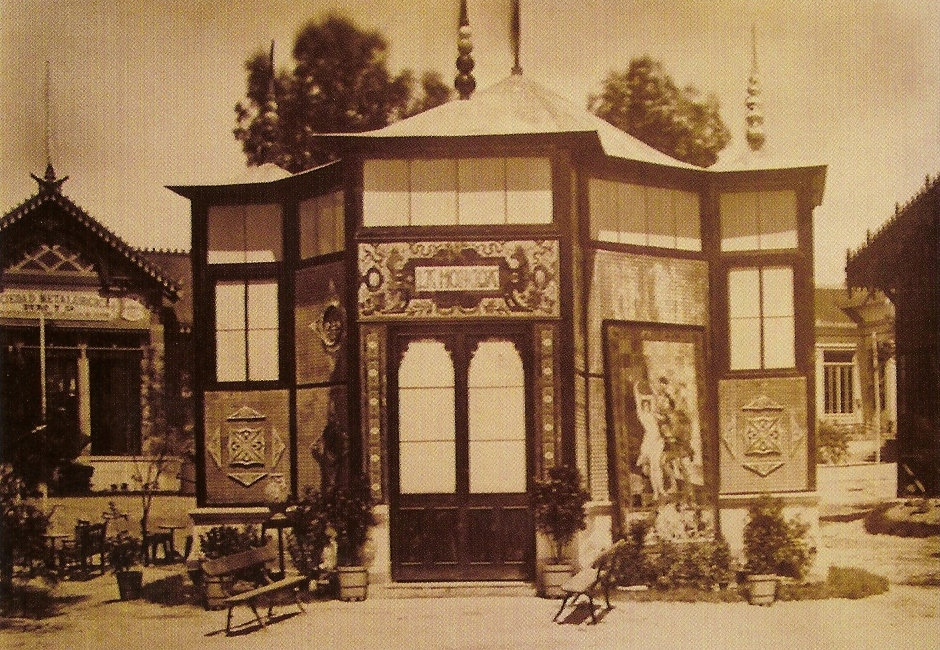
Pabellón que ocupó la Real Fábrica de La Moncloa en la Exposición de Minería, Artes Metalúrgicas, Cerámica, Cristalería y Aguas Minerales de 1883, celebrada en el Parque del Retiro de Madrid.
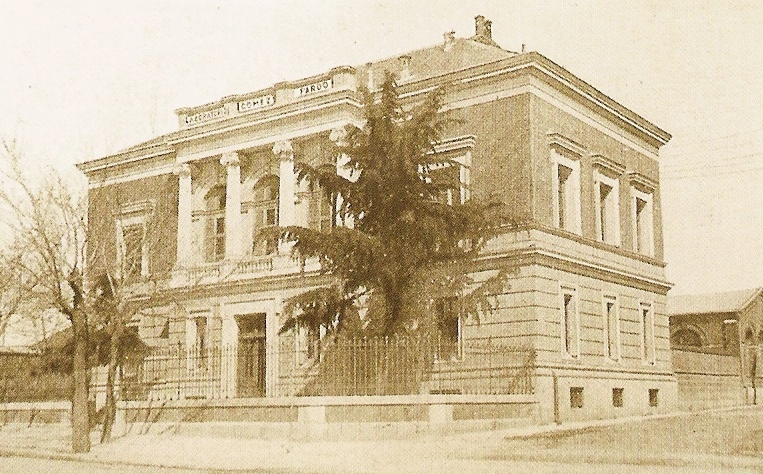
El Laboratorio Gómez Pardo en 1910, que estuvo junto a la Escuela de Ingenieros de Minas, obra de Velázquez Bosco, con rótulo de los Zuloaga.